# Леопольдсгаген
Леопольдсгаген (нім. Leopoldshagen) — громада в Німеччині, розташована в землі Мекленбург-Передня Померанія. Входить до складу району Передня Померанія-Грайфсвальд. Складова частина об'єднання громад Ам-Штеттінер-Гафф.
Площа — 19,56 км2. Населення становить 624 ос. (станом на 31 грудня 2020).

## Галерея

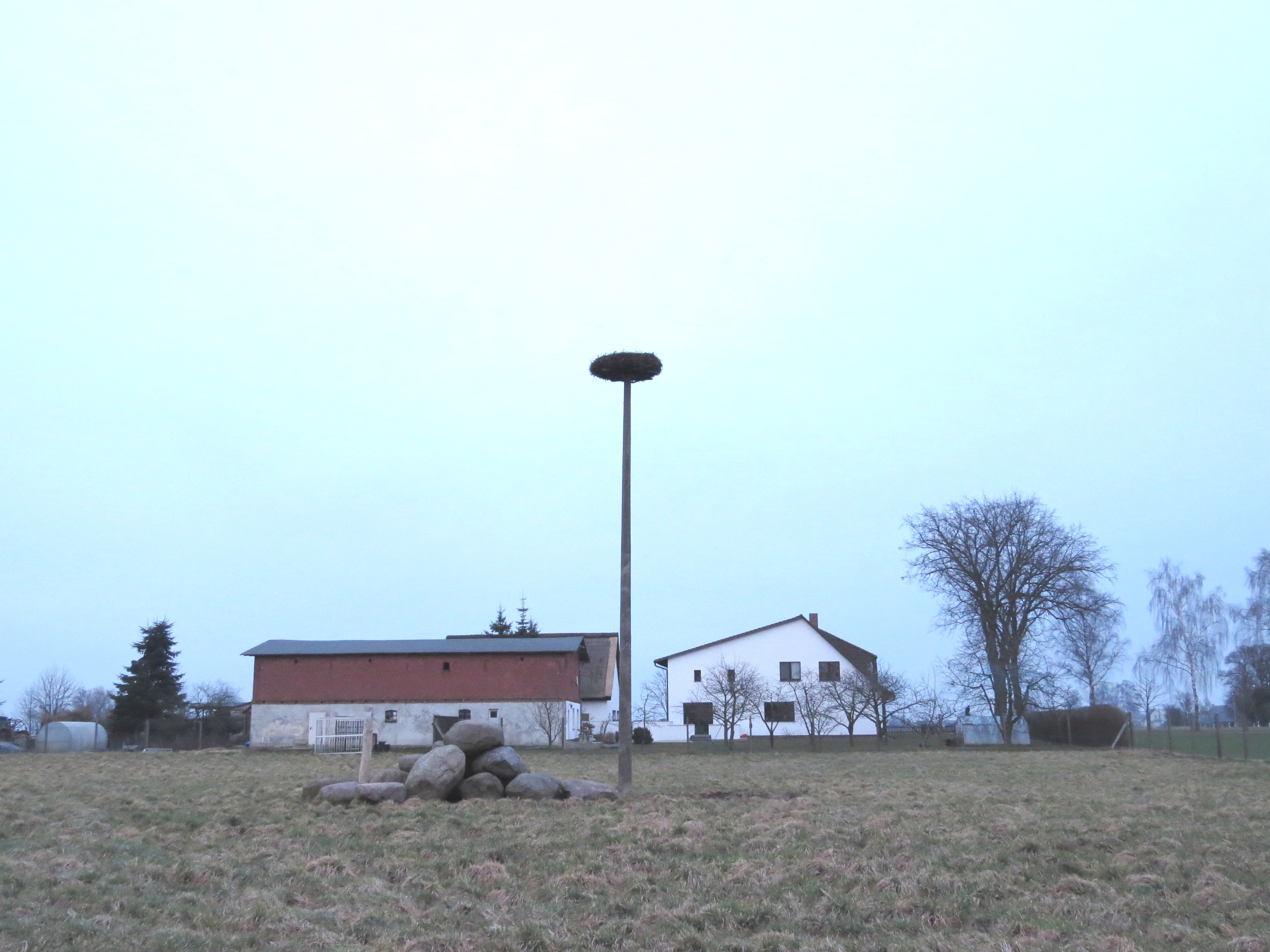